# Muisca

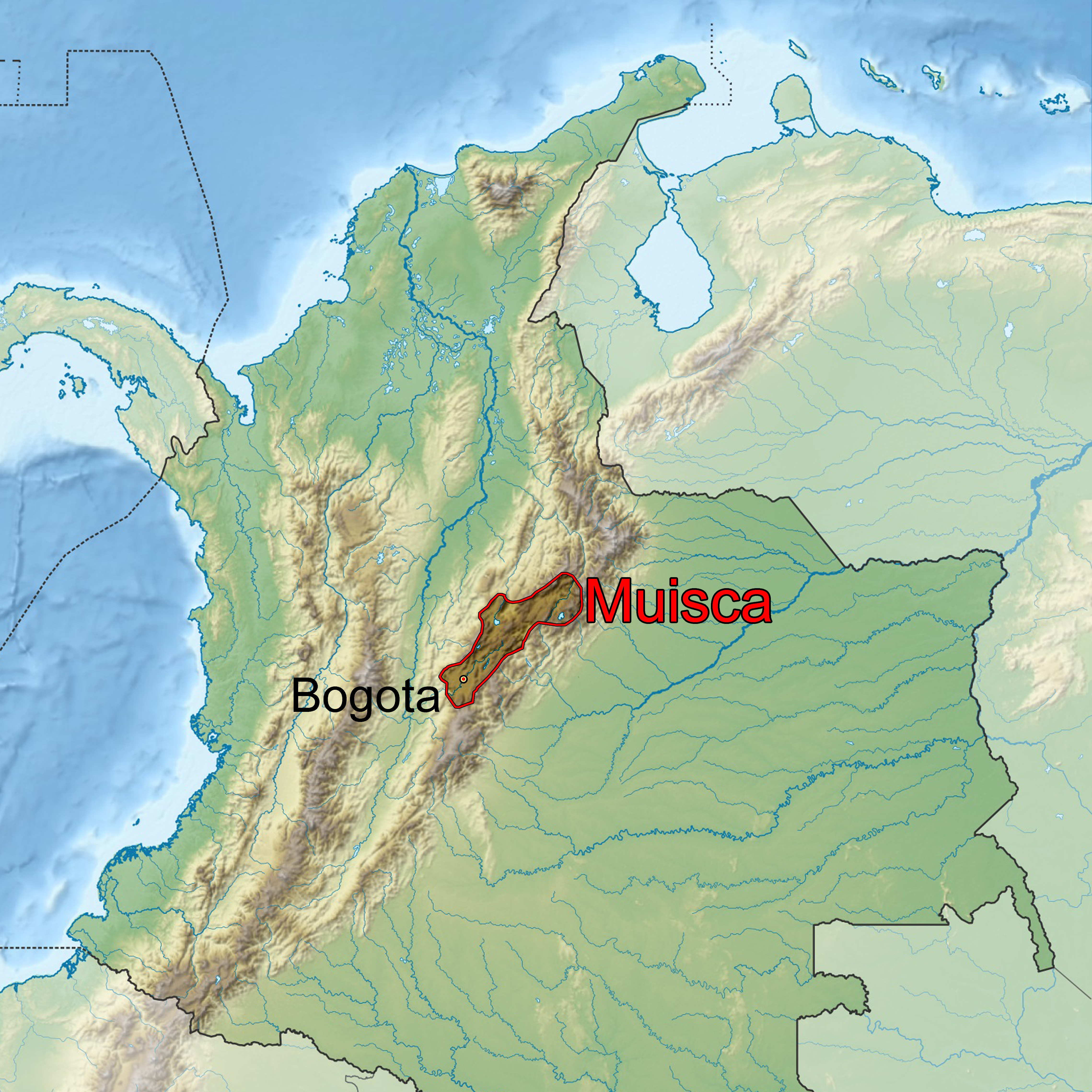
Muisca gebied

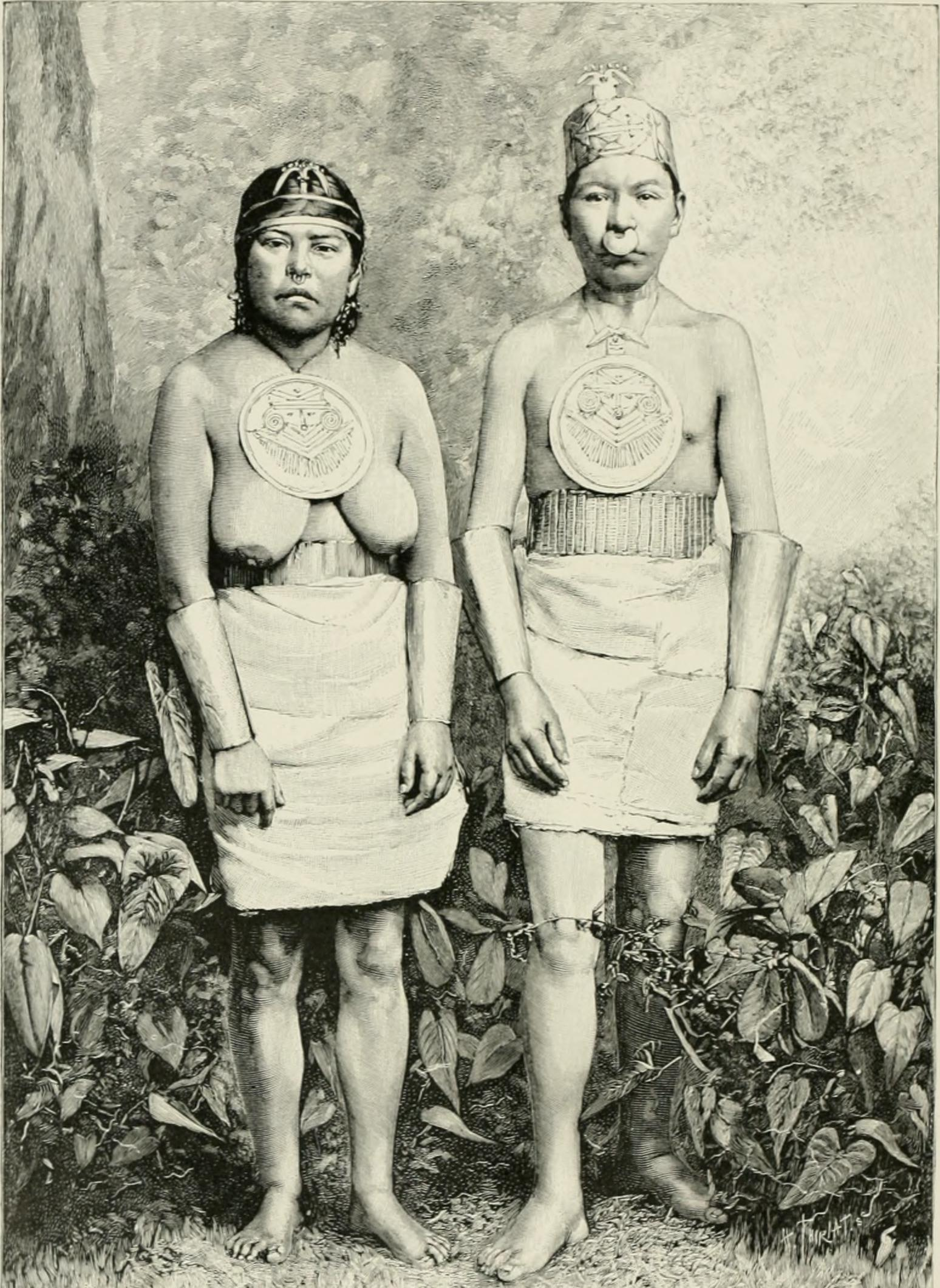
Muisca (1882)

De Muisca behoorden voor de kolonisatie van de Amerika's samen met de Maya's, Azteken, en Inca's tot een van de vier grote inheemse beschavingen. De Muisca bewoonden een gebied van ongeveer 25.000 km² rond en ten noordoosten van de moderne stad Bogota. Het bevolkingsaantal bij de aankomst van de Spaanse conquistadores wordt geschat op tussen de 300.000 en twee miljoen mensen.
De Muisca worden soms tot de Andesbeschavingen gerekend, maar vormden echter een uitzondering omdat ze nooit tot het Incarijk behoorden.

## Etymologie
Het woord "Muisca" betekent in de taal van het volk "mens of persoon". Aangezien het Muysccubun; de Chibchataal van de Muisca, die "taal van de mensen" betekent, geen onderscheid kent tussen enkelvoud en meervoud, betekent het woord ook "mensen, volk of personen".

## Geografie
De Muisca bewoonden een hoogplateau en aangrenzende valleien in de oostelijke keten van de Colombiaanse Andes. Deze Altiplano Cundiboyacense (Spaans voor "hoogplateau van Cundinamarca en Boyacá") is een gebied dat gekenmerkt wordt door een vrij constant klimaat en een altijdgroene vegetatie herbergt. De Altiplano strekt zich uit van de Páramo de Sumapaz in het zuidwesten tot de Kloof van Chicamocha in het noordoosten en wordt omringd door hogere bergen van de oostelijke keten alsmede valleien die rivieren in de tijd hebben uitgesneden. De vallei ten oosten van de hoogvlakte wordt de Tenzavallei genoemd, een gebied met een milder klimaat dat ook door leden van het Muiscavolk bewoond werd. Het koele klimaat, de regelmatige regenval met nattere periodes in het voor- en najaar, en de hoogteverschillen in het gebied vormden een gunstig uitgangspunt voor de landbouw, waar de Muisca in excelleerden.
Belangrijke watermassa's op de Altiplano zijn en waren de verscheidene meren en moerassen, waaronder het Meer van Fúquene, het Meer van Herrera, het Meer van Iguaque en het Meer van Guatavita. De meren speelden een belangrijke rol in de religie van de Muisca. De rivier Bogotá was de hoofdader in het gebied en stroomt van noordoost naar zuidwest over de hoogvlakte. Andere rivieren die een bron van water en riviervis vormden, waren de rivier Funza en in het uiterste noordoosten van het gebied van de Muisca de rivier Chicamocha en de Sogamoso.
De Altiplano Cundiboyacense wordt in het zuidwesten gekenmerkt door de Savanne van Bogotá (Spaans: Sabana de Bogotá), een vlak en vruchtbaar gebied met een gemiddelde hoogte van 2640 meter boven zeeniveau. De Savanne is geen klimatologische savanne, maar wordt zo genoemd vanwege het vlakke karakter.

### Klimaat
Het klimaat van de Altiplano Cundiboyacense, gelegen op enkele graden noorderbreedte en met een gemiddelde hoogte van 2650 meter boven zeeniveau, is gedurende het jaar constant en gekenmerkt door microklimaten veroorzaakt door de topografie van de Andes. Bogotá kent een Cfb-klimaat, waar in de noordelijkste, westelijke en oostelijke lager gelegen valleien een milder klimaat heerst. Algemeen beschouwd is de variatie in neerslag verdeeld in twee drogere en twee nattere "seizoenen". April-mei en oktober-november zijn maanden met meer regenval. De gemiddelde temperatuur in de valleien is 14 graden Celsius met lagere waarden in de hoger gelegen delen. Het centrale deel van Colombia wordt beïnvloed door El Niño en vooral La Niña, die droogte en hevigere regenperiodes veroorzaken.
| Klimatogram van laagste: Charalá - 1290 m | Klimatogram van laagste: Charalá - 1290 m | Klimatogram van laagste: Charalá - 1290 m | Klimatogram van laagste: Charalá - 1290 m | Klimatogram van laagste: Charalá - 1290 m | Klimatogram van laagste: Charalá - 1290 m | Klimatogram van laagste: Charalá - 1290 m | Klimatogram van laagste: Charalá - 1290 m | Klimatogram van laagste: Charalá - 1290 m | Klimatogram van laagste: Charalá - 1290 m | Klimatogram van laagste: Charalá - 1290 m | Klimatogram van laagste: Charalá - 1290 m |
| ----------------------------------------- | ----------------------------------------- | ----------------------------------------- | ----------------------------------------- | ----------------------------------------- | ----------------------------------------- | ----------------------------------------- | ----------------------------------------- | ----------------------------------------- | ----------------------------------------- | ----------------------------------------- | ----------------------------------------- |
| J                                         | F                                         | M                                         | A                                         | M                                         | J                                         | J                                         | A                                         | S                                         | O                                         | N                                         | D                                         |
| 71 28,6 15,2                              | 97 28,6 15,6                              | 157 28,7 15,8                             | 272 28,0 16,0                             | 283 27,5 16,0                             | 176 27,2 16,0                             | 175 28,8 15,4                             | 192 28,2 14,8                             | 224 27,5 15,3                             | 312 27,0 15,9                             | 244 27,1 16,0                             | 103 27,5 15,7                             |
| Temperatuur in °C • Totale neerslag in mm |                                           |                                           |                                           |                                           |                                           |                                           |                                           |                                           |                                           |                                           |                                           |

| Klimatogram van hoogste: Aquitania - 3030 m | Klimatogram van hoogste: Aquitania - 3030 m | Klimatogram van hoogste: Aquitania - 3030 m | Klimatogram van hoogste: Aquitania - 3030 m | Klimatogram van hoogste: Aquitania - 3030 m | Klimatogram van hoogste: Aquitania - 3030 m | Klimatogram van hoogste: Aquitania - 3030 m | Klimatogram van hoogste: Aquitania - 3030 m | Klimatogram van hoogste: Aquitania - 3030 m | Klimatogram van hoogste: Aquitania - 3030 m | Klimatogram van hoogste: Aquitania - 3030 m | Klimatogram van hoogste: Aquitania - 3030 m |
| ------------------------------------------- | ------------------------------------------- | ------------------------------------------- | ------------------------------------------- | ------------------------------------------- | ------------------------------------------- | ------------------------------------------- | ------------------------------------------- | ------------------------------------------- | ------------------------------------------- | ------------------------------------------- | ------------------------------------------- |
| J                                           | F                                           | M                                           | A                                           | M                                           | J                                           | J                                           | A                                           | S                                           | O                                           | N                                           | D                                           |
| 11 16,6 6,0                                 | 22 16,7 6,4                                 | 49 17,0 7,4                                 | 139 16,0 7,8                                | 219 15,2 7,8                                | 113 14,1 7,4                                | 109 13,5 7,1                                | 94 13,9 7,0                                 | 83 14,5 6,9                                 | 109 15,4 7,1                                | 75 15,9 7,2                                 | 24 16,1 6,5                                 |
| Temperatuur in °C • Totale neerslag in mm   |                                             |                                             |                                             |                                             |                                             |                                             |                                             |                                             |                                             |                                             |                                             |

| Klimatogram van NW: Vélez - 2050 m        | Klimatogram van NW: Vélez - 2050 m | Klimatogram van NW: Vélez - 2050 m | Klimatogram van NW: Vélez - 2050 m | Klimatogram van NW: Vélez - 2050 m | Klimatogram van NW: Vélez - 2050 m | Klimatogram van NW: Vélez - 2050 m | Klimatogram van NW: Vélez - 2050 m | Klimatogram van NW: Vélez - 2050 m | Klimatogram van NW: Vélez - 2050 m | Klimatogram van NW: Vélez - 2050 m | Klimatogram van NW: Vélez - 2050 m |
| ----------------------------------------- | ---------------------------------- | ---------------------------------- | ---------------------------------- | ---------------------------------- | ---------------------------------- | ---------------------------------- | ---------------------------------- | ---------------------------------- | ---------------------------------- | ---------------------------------- | ---------------------------------- |
| J                                         | F                                  | M                                  | A                                  | M                                  | J                                  | J                                  | A                                  | S                                  | O                                  | N                                  | D                                  |
| 34 19,2 7,2                               | 46 19,4 7,6                        | 67 19,3 8,6                        | 113 18,8 9,2                       | 102 18,4 9,3                       | 63 17,8 9,1                        | 47 17,6 8,7                        | 47 17,8 8,5                        | 56 18,2 8,2                        | 119 18,2 8,5                       | 112 18,4 8,6                       | 60 18,8 8,0                        |
| Temperatuur in °C • Totale neerslag in mm |                                    |                                    |                                    |                                    |                                    |                                    |                                    |                                    |                                    |                                    |                                    |

| Klimatogram van NO: Soatá - 1950 m        | Klimatogram van NO: Soatá - 1950 m | Klimatogram van NO: Soatá - 1950 m | Klimatogram van NO: Soatá - 1950 m | Klimatogram van NO: Soatá - 1950 m | Klimatogram van NO: Soatá - 1950 m | Klimatogram van NO: Soatá - 1950 m | Klimatogram van NO: Soatá - 1950 m | Klimatogram van NO: Soatá - 1950 m | Klimatogram van NO: Soatá - 1950 m | Klimatogram van NO: Soatá - 1950 m | Klimatogram van NO: Soatá - 1950 m |
| ----------------------------------------- | ---------------------------------- | ---------------------------------- | ---------------------------------- | ---------------------------------- | ---------------------------------- | ---------------------------------- | ---------------------------------- | ---------------------------------- | ---------------------------------- | ---------------------------------- | ---------------------------------- |
| J                                         | F                                  | M                                  | A                                  | M                                  | J                                  | J                                  | A                                  | S                                  | O                                  | N                                  | D                                  |
| 41 24,7 12,0                              | 58 25,1 12,2                       | 88 25,1 12,8                       | 271 23,9 13,3                      | 241 23,4 13,2                      | 126 23,0 12,9                      | 101 23,2 12,4                      | 103 23,4 12,6                      | 155 23,5 12,5                      | 260 23,1 12,9                      | 163 23,3 13,0                      | 84 23,8 12,3                       |
| Temperatuur in °C • Totale neerslag in mm |                                    |                                    |                                    |                                    |                                    |                                    |                                    |                                    |                                    |                                    |                                    |

| Klimatogram van ZW: Tibacuy - 1647 m      | Klimatogram van ZW: Tibacuy - 1647 m | Klimatogram van ZW: Tibacuy - 1647 m | Klimatogram van ZW: Tibacuy - 1647 m | Klimatogram van ZW: Tibacuy - 1647 m | Klimatogram van ZW: Tibacuy - 1647 m | Klimatogram van ZW: Tibacuy - 1647 m | Klimatogram van ZW: Tibacuy - 1647 m | Klimatogram van ZW: Tibacuy - 1647 m | Klimatogram van ZW: Tibacuy - 1647 m | Klimatogram van ZW: Tibacuy - 1647 m | Klimatogram van ZW: Tibacuy - 1647 m |
| ----------------------------------------- | ------------------------------------ | ------------------------------------ | ------------------------------------ | ------------------------------------ | ------------------------------------ | ------------------------------------ | ------------------------------------ | ------------------------------------ | ------------------------------------ | ------------------------------------ | ------------------------------------ |
| J                                         | F                                    | M                                    | A                                    | M                                    | J                                    | J                                    | A                                    | S                                    | O                                    | N                                    | D                                    |
| 72 23,8 15,2                              | 90 24,3 15,3                         | 109 24,5 15,9                        | 170 23,9 16,3                        | 155 23,6 16,2                        | 88 23,3 15,4                         | 57 23,9 15,5                         | 52 24,1 15,5                         | 80 24,3 15,0                         | 214 23,4 15,2                        | 216 22,7 15,1                        | 100 23,3 14,9                        |
| Temperatuur in °C • Totale neerslag in mm |                                      |                                      |                                      |                                      |                                      |                                      |                                      |                                      |                                      |                                      |                                      |

| Klimatogram van ZO: Ubalá - 1949 m        | Klimatogram van ZO: Ubalá - 1949 m | Klimatogram van ZO: Ubalá - 1949 m | Klimatogram van ZO: Ubalá - 1949 m | Klimatogram van ZO: Ubalá - 1949 m | Klimatogram van ZO: Ubalá - 1949 m | Klimatogram van ZO: Ubalá - 1949 m | Klimatogram van ZO: Ubalá - 1949 m | Klimatogram van ZO: Ubalá - 1949 m | Klimatogram van ZO: Ubalá - 1949 m | Klimatogram van ZO: Ubalá - 1949 m | Klimatogram van ZO: Ubalá - 1949 m |
| ----------------------------------------- | ---------------------------------- | ---------------------------------- | ---------------------------------- | ---------------------------------- | ---------------------------------- | ---------------------------------- | ---------------------------------- | ---------------------------------- | ---------------------------------- | ---------------------------------- | ---------------------------------- |
| J                                         | F                                  | M                                  | A                                  | M                                  | J                                  | J                                  | A                                  | S                                  | O                                  | N                                  | D                                  |
| 47 23,4 11,3                              | 93 23,6 12,2                       | 136 23,5 13,4                      | 216 23,0 13,7                      | 290 22,3 13,7                      | 360 21,1 13,2                      | 332 21,0 13,0                      | 276 21,3 12,8                      | 205 21,9 12,4                      | 188 22,4 12,7                      | 132 22,5 12,7                      | 72 22,7 12,0                       |
| Temperatuur in °C • Totale neerslag in mm |                                    |                                    |                                    |                                    |                                    |                                    |                                    |                                    |                                    |                                    |                                    |

| Klimatogram van Bacatá - 2640 m           | Klimatogram van Bacatá - 2640 m | Klimatogram van Bacatá - 2640 m | Klimatogram van Bacatá - 2640 m | Klimatogram van Bacatá - 2640 m | Klimatogram van Bacatá - 2640 m | Klimatogram van Bacatá - 2640 m | Klimatogram van Bacatá - 2640 m | Klimatogram van Bacatá - 2640 m | Klimatogram van Bacatá - 2640 m | Klimatogram van Bacatá - 2640 m | Klimatogram van Bacatá - 2640 m |
| ----------------------------------------- | ------------------------------- | ------------------------------- | ------------------------------- | ------------------------------- | ------------------------------- | ------------------------------- | ------------------------------- | ------------------------------- | ------------------------------- | ------------------------------- | ------------------------------- |
| J                                         | F                               | M                               | A                               | M                               | J                               | J                               | A                               | S                               | O                               | N                               | D                               |
| 34 19,2 7,2                               | 46 19,4 7,6                     | 67 19,3 8,6                     | 113 18,8 9,2                    | 102 18,4 9,3                    | 63 17,8 9,1                     | 47 17,6 8,7                     | 47 17,8 8,5                     | 56 18,2 8,2                     | 119 18,2 8,5                    | 112 18,4 8,6                    | 60 18,8 8,0                     |
| Temperatuur in °C • Totale neerslag in mm |                                 |                                 |                                 |                                 |                                 |                                 |                                 |                                 |                                 |                                 |                                 |

| Klimatogram van Hunza - 2820 m            | Klimatogram van Hunza - 2820 m | Klimatogram van Hunza - 2820 m | Klimatogram van Hunza - 2820 m | Klimatogram van Hunza - 2820 m | Klimatogram van Hunza - 2820 m | Klimatogram van Hunza - 2820 m | Klimatogram van Hunza - 2820 m | Klimatogram van Hunza - 2820 m | Klimatogram van Hunza - 2820 m | Klimatogram van Hunza - 2820 m | Klimatogram van Hunza - 2820 m |
| ----------------------------------------- | ------------------------------ | ------------------------------ | ------------------------------ | ------------------------------ | ------------------------------ | ------------------------------ | ------------------------------ | ------------------------------ | ------------------------------ | ------------------------------ | ------------------------------ |
| J                                         | F                              | M                              | A                              | M                              | J                              | J                              | A                              | S                              | O                              | N                              | D                              |
| 23 18,8 6,8                               | 30 19,1 7,3                    | 64 19,2 8,2                    | 116 18,2 8,8                   | 108 17,5 8,9                   | 92 16,3 8,3                    | 70 16,0 7,9                    | 69 16,6 7,9                    | 72 17,0 7,8                    | 122 17,3 8,2                   | 108 18,0 8,3                   | 43 18,3 7,3                    |
| Temperatuur in °C • Totale neerslag in mm |                                |                                |                                |                                |                                |                                |                                |                                |                                |                                |                                |

| Klimatogram van Sugamuxi - 2569 m         | Klimatogram van Sugamuxi - 2569 m | Klimatogram van Sugamuxi - 2569 m | Klimatogram van Sugamuxi - 2569 m | Klimatogram van Sugamuxi - 2569 m | Klimatogram van Sugamuxi - 2569 m | Klimatogram van Sugamuxi - 2569 m | Klimatogram van Sugamuxi - 2569 m | Klimatogram van Sugamuxi - 2569 m | Klimatogram van Sugamuxi - 2569 m | Klimatogram van Sugamuxi - 2569 m | Klimatogram van Sugamuxi - 2569 m |
| ----------------------------------------- | --------------------------------- | --------------------------------- | --------------------------------- | --------------------------------- | --------------------------------- | --------------------------------- | --------------------------------- | --------------------------------- | --------------------------------- | --------------------------------- | --------------------------------- |
| J                                         | F                                 | M                                 | A                                 | M                                 | J                                 | J                                 | A                                 | S                                 | O                                 | N                                 | D                                 |
| 19 21,7 8,1                               | 31 22,0 8,6                       | 58 22,1 9,0                       | 114 20,8 10,0                     | 107 20,1 10,1                     | 65 19,4 9,4                       | 49 19,1 8,6                       | 51 19,5 8,7                       | 64 19,8 8,7                       | 116 19,9 9,5                      | 89 20,5 9,3                       | 35 20,9 8,2                       |
| Temperatuur in °C • Totale neerslag in mm |                                   |                                   |                                   |                                   |                                   |                                   |                                   |                                   |                                   |                                   |                                   |

| Klimatogram van Tundama - 2590 m          | Klimatogram van Tundama - 2590 m | Klimatogram van Tundama - 2590 m | Klimatogram van Tundama - 2590 m | Klimatogram van Tundama - 2590 m | Klimatogram van Tundama - 2590 m | Klimatogram van Tundama - 2590 m | Klimatogram van Tundama - 2590 m | Klimatogram van Tundama - 2590 m | Klimatogram van Tundama - 2590 m | Klimatogram van Tundama - 2590 m | Klimatogram van Tundama - 2590 m |
| ----------------------------------------- | -------------------------------- | -------------------------------- | -------------------------------- | -------------------------------- | -------------------------------- | -------------------------------- | -------------------------------- | -------------------------------- | -------------------------------- | -------------------------------- | -------------------------------- |
| J                                         | F                                | M                                | A                                | M                                | J                                | J                                | A                                | S                                | O                                | N                                | D                                |
| 21 21,1 7,2                               | 43 21,5 7,9                      | 65 21,6 8,0                      | 123 20,4 9,3                     | 126 19,7 9,4                     | 75 19,1 8,6                      | 54 19,1 7,8                      | 54 19,3 7,8                      | 74 19,5 7,9                      | 143 19,3 8,8                     | 92 20,0 8,6                      | 42 20,6 7,4                      |
| Temperatuur in °C • Totale neerslag in mm |                                  |                                  |                                  |                                  |                                  |                                  |                                  |                                  |                                  |                                  |                                  |

## Cultuur

### Het dagelijkse leven
De samenleving van de Muisca was egalitair. Er was een bepaalde hiërarchie in de gemeenschap, met de leiders, priesters en guecha (krijgers) als belangrijkste vertegenwoordigers, maar de toegang tot grondstoffen en de architectuur vertoonde een samenleving die weinig verschillen kende.
Een typische Muisca-nederzetting bestond uit een aantal huizen rondom dat van de hoofdman. Een huis bestond uit een houten geraamte, muren van stro en gedroogde modder en een met bladeren bedekt dak. De nederzetting was met een palissade afgezet. Muiscas construeerden ten tijde van de Spaanse veroveringen nog geen stenen bouwwerken, hoewel men op heilige plaatsen wel stenen pilaren oprichtte.

De Muisca-cijfers 1 t/m 20 zoals ze door resp. Acosta, Humboldt en Zerda werden geregistreerd.

Hoewel Muisca-petroglyfen zijn gevonden hadden deze waarschijnlijk geen verhalende functie. De Muiscas beheersten het schrift niet en hun geschiedenis is gebaseerd op overlevering en vertellingen, waardoor hun geschiedenis voornamelijk uit legendes en parabels bestaat. Muiscas waren wel in staat berekeningen te doen. Ze gebruikten daarvoor een 20-tallig stelsel, waarschijnlijk gebaseerd op de vingers en tenen.
Muiscas waren landbouwers. Ze bouwden irrigatiekanalen en terrassen om te voorkomen dat de aarde van de hellingen wegspoelde. De belangrijkste landbouwproducten waren maïs, aardappelen, pompoenen, yucca, bonen en fruit. De mannen bewerkten de aarde en de vrouwen zaaiden en oogsten.
Jacht en visserij waren voor iedereen toegestaan, maar jacht op groot wild, veelal herten die in groten getale de savanne bevolkten, was alleen voorbehouden aan de opperhoofden, de caciques en uzaques.
Weven en mandenmaken was een typische familiebezigheid. Manden werden van riet vervaardigd. Textiel werd geweven van katoen. De vezels van yucca of agave werden gebruikt om touw, netten en riemen te maken. Families maakten zelf aardewerk maar er waren ook nederzettingen waar pottenbakkerij een specialisatie was.
Goudbewerking was binnen de Muiscacultuur een belangrijk ambacht en de beste goudsmeden woonden rond Guatavita. Goud was echter schaars en moest geïmporteerd worden. Koper werd wel in de regio gevonden en de meeste gouden voorwerpen bestonden dan ook uit een legering van koper en goud, genaamd tumbaga. De Muiscas gebruikten de verlorenwasmethode om unieke objecten te gieten en in stenen gekerfde figuren als gietvorm voor identieke stukken en kettingschakels. Gouden voorwerpen dienden in het algemeen als offergaven, tunjos, aan goden en heilige plaatsen, niet als sieraden voor de opperhoofden.
Op enkele plaatsen in het Muisca-gebied werd mijnbouw bedreven. Smaragd, koper, steenkool en zout werd gewonnen. Zout uit de bronnen van Nemocón, Zipaquira en Tausa werd gewonnen door het zoute water in te koken. Zout was een gewild product en gaf de Muiscas een zekere handelspositie ten opzichte van de omliggende gebieden.
Handel werd over grote afstanden bedreven - sommige bronnen spreken van 800 km. Over smalle paden trokken handelaren over de bergen met handelswaar op hun rug, zoals zoutbroden, keramiek, kleden en voedsel. Aan de grenzen van het Muisca-gebied troffen ze buurstammen, en daar ruilden ze hun producten voor goud, katoen, veren, coca en voedsel.
Ook onderling was handel in het Muisca-gebied georganiseerd. In de nederzettingen waren er om de vier dagen markten en de marktdag was verschillend voor iedere nederzetting. Dit maakte het mogelijk om iedere dag een plaats in de buurt te bereiken waar producten konden worden gekocht of verkocht.

### Politieke en maatschappelijke organisatie
Er bestonden ten tijde van de Spaanse veroveringen naast een aantal kleinere gemeenschappen twee grote Muisca bondgenootschappen: Bacatá (Bogota) en Hunza (Tunja) die samen ongeveer 400.000 inwoners hadden. De federatie van Bacata was de grootste en nam ongeveer 40% van het totale Muisca-gebied in beslag, gevolgd door de federatie van Hunza. Aan het hoofd van de Bacatá stond een zipa - bij de Hunza heette het opperhoofd zaque. De zipa en zaque hadden slaven en meerdere vrouwen.
De maatschappelijke organisatie draaide om het cacicazgo, het stamhoofd, en een overerfbaar leiderschap via de vrouwelijke lijn. In het bijzonder: de opvolger van het stamhoofd was de oudste neef, de zoon van zijn zus. Bij erfenissen had de familie van de vrouw recht op het land.
De machtsstructuur van de Muiscas begon op het laagste niveau bij de hoofden van de families, gevolgd door de uzaque – het hoofd van het dorp. Daarboven volgde de bijeenkomsten van de lokale opperhoofden en de federatie van uzaques, om te eindigen bij de zipa of de zaque, de hoogste federale autoriteit, wiens aanzien onder de Muiscas niet onderdeed voor de autoriteit van de Spanjaarden. Om belangrijke beslissingen te nemen riep het opperhoofd van de federatie – zipa of zaque – een raad van de uzaques bijeen. Dit vormde een belangrijke bindende factor in de federatie van de Muiscadorpen.
De bevolking betaalde belasting aan de zipa of zaque in de vorm van oogst of arbeid. Daartegenover zorgden de zipa en zaque voor voorraden levensmiddelen en wapens ten tijde van droogte of oorlog.
De opperhoofden stelden wetten op en voerden hun legers aan. De Muiscas droegen ter inspiratie in hun gevechten mummies van overleden strijders mee. Guechas, getrainde strijders, bewaakten de grens. De communicatie binnen het Muisca-rijk werd verzorgd door boodschappers, tiuquines, snelle sterke mannen die het nieuws rennend van dorp naar dorp rondbrachten. De twee belangrijkste vijanden van de Muiscas waren de Muzos en de Panches, stammen aan de grenzen van het Muisca-gebied. Muiscas waren regelmatig in staat van oorlog met deze stammen.

### Taal
De taal van de Muisca wordt, in de eigen taal, Muysccubun genoemd; "taal van de mensen". Deze vorm van Chibcha werd gesproken doorheen het hele gebied dat de Muisca bewoonden. In het noorden van het huidige departement Boyacá kende men een dialect dat Duit genoemd wordt. Deze vorm van Muysccubun wijkt licht af van het standaard-Chibcha dat gesproken werd.
De taalgroep die tegenwoordig Chibcha genoemd wordt, bestaat uit een variëteit aan talen die onderling weinig samenhang hebben. De Chibchataalgroep wordt verondersteld te behoren tot een gebied dat zich uitstrekt van Nicaragua tot Centraal-Colombia en is een losse indeling van op elkaar lijkende talen.

### Economie
De economie van de Muisca was gestoeld op drie belangrijke pijlers; landbouw, de winning van zout en handel. De eerste Spaanse kronieken verhalen van een volk dat bestond uit uitstekende handelaren, meer dan dat het krijgers waren. Economisch gezien waren de Muisca zelfvoorzienend; in de basisbehoeften werd voorzien door de geavanceerde landbouw. Luxeproducten zoals edelmetalen, veren en schelpdieren werden verkregen door middel van handel met naburige inheemse gemeenschappen.

#### Landbouw
Landbouw was de voornaamste bron van inkomsten voor de Muisca en werd uitgevoerd op verhoogde terrassen. Er werd gebruikgemaakt van irrigatie en drainage om de hoogste kwaliteit van landbouw te bewerkstelligen. De vruchtbare bodems van met name de savanne van Bogotá in combinatie met de overvloedige regenval en het constante klimaat, maakte twee oogsten per jaar mogelijk. Ook de geografische ligging hielp mee een omvangrijk aanbod aan verschillende gewassen mogelijk te maken; door de klimatologische omstandigheden werden verscheidene gewassen verbouwd in de gunstigste klimaatzones. In de hoger gelegen gebieden werden vooral aardappelen en wortels verbouwd en in de valleien op lagere hoogte vormden maïs en vruchten de hoofdmoot.

#### Mijnbouw
Naast de landbouw speelde de mijnbouw een belangrijke rol in het dagelijks leven van de Muisca, die "Het volk van zout" of "de zoutmensen" genoemd werden door de eerste Spaanse conquistadores. De zoutwinning concentreerde zich rond de fossiele voorkomens van steenzout waarbij de huidige gemeenten Zipaquirá, Nemocón en Tausa de belangrijkste gebieden vormden. Dit zout werd gewonnen uit lagen afgezet in het Krijt, toen het centrale deel van wat later Colombia is gaan heten, verbonden was met de proto-Caribische Zee. Zeespiegelschommelingen en het hete klimaat zorgden voor periodes van verdamping en afzetting van zoutlagen in de gebieden die tijdens het Neogeen werden opgeheven tot de huidige Andes.
Zout werd gewonnen door brokken steenzout op te lossen in water in keramische potten, verhit boven een vuur. De warmte verdampte het water uit deze zoutoplossingen waardoor zoutkristallen achterbleven. Dit proces was een taak die exclusief uitgevoerd werd door de vrouwen uit de Muiscasamenleving. Het zout werd gebruikt voor het drogen van vis en vlees, in de keuken van de Muisca en als handelsproduct.
Naast zout waren ook de smaragden gewonnen door de Muisca in de wijde omtrek bekend. De naburige Muzo, die de westelijke gebieden van het huidige Boyacá en Cundinamarca bewoonden, bevonden zich in de rijkste smaragdgebieden die heden ten dage Colombia de nummer één producent van smaragden in de wereld maakt. Maar ook oostelijker, met name in de tegenwoordige gemeentes Chivor en Somondoco, werden smaragden gewonnen door de Muisca. Dit proces vond plaats door met stokken de edelstenen uit het gesteente te pulken, te wassen of door in sedimentaire gesteenten aanwezige smaragden te winnen. Smaragden waren vooral belangrijk als handelsmiddel en als offers aan de goden uit de religie van de Muisca.
Steenkool vormde een andere bron voor de Muisca en werd voornamelijk gebruikt om vuur mee te stoken of als grondstof voor de pigmenten die gebruikt werden voor de beschildering van kleding. Deze steenkool werd gewonnen uit formaties afgezet in het Eoceen.

#### Handel
De strategische ligging in het hart van de oostelijke Colombiaanse Andes maakte het mogelijk handel te drijven met verschillende andere inheemse volkeren, ten noorden, zuiden, westen en oosten. De Muisca waren gekend als uitstekende handelaren en hielden regelmatig marktdagen om hun producten te verhandelen met naburige gemeenschappen. De eerste Spaanse verhandelingen over de Muisca vertellen van markten die elke week, dat wil zeggen elke vier dagen, gehouden werden. Belangrijke marktnederzettingen waren Turmequé, Suesca, Zipaquirá, Somondoco, Bacatá en Tunja. Markten werden ook gehouden in Funza, Chocontá, Pacho en Tocancipá. De noordelijke nederzettingen Motavita, Soatá en Chitagoto vormden de belangrijkste basis voor de handel in cocabladeren, die door de Muisca geconsumeerd werden bij religieuze ceremonies. De psychoactieve plant yopó werd verhandeld met de inheemse volkeren in het oosten, afkomstig uit de Llanos Orientales.
Goud, het edelmetaal dat de Spaanse overheersers uiteindelijk naar Bacatá leidde, kwam nauwelijks voor in het gebied dat de Muisca bewoonden, maar werd verhandeld op markten in Sorocotá, gelegen aan de rivier de Suárez. Het goud werd geruild voor smaragden en andere waardevolle producten. Handelaren van de Muisca reisden tot aan La Tora, het huidige Barrancabermeja, om de waardevolle Caribische schelpen aan te kopen die werden gebruikt als offer en als decoratie.
Uniek voor de Muisca was het gebruik van geld; tunjuelo genoemd. Deze ronde muntstukken van goud waren onbedrukt en werden gebruikt als middel voor de handel.

### Architectuur

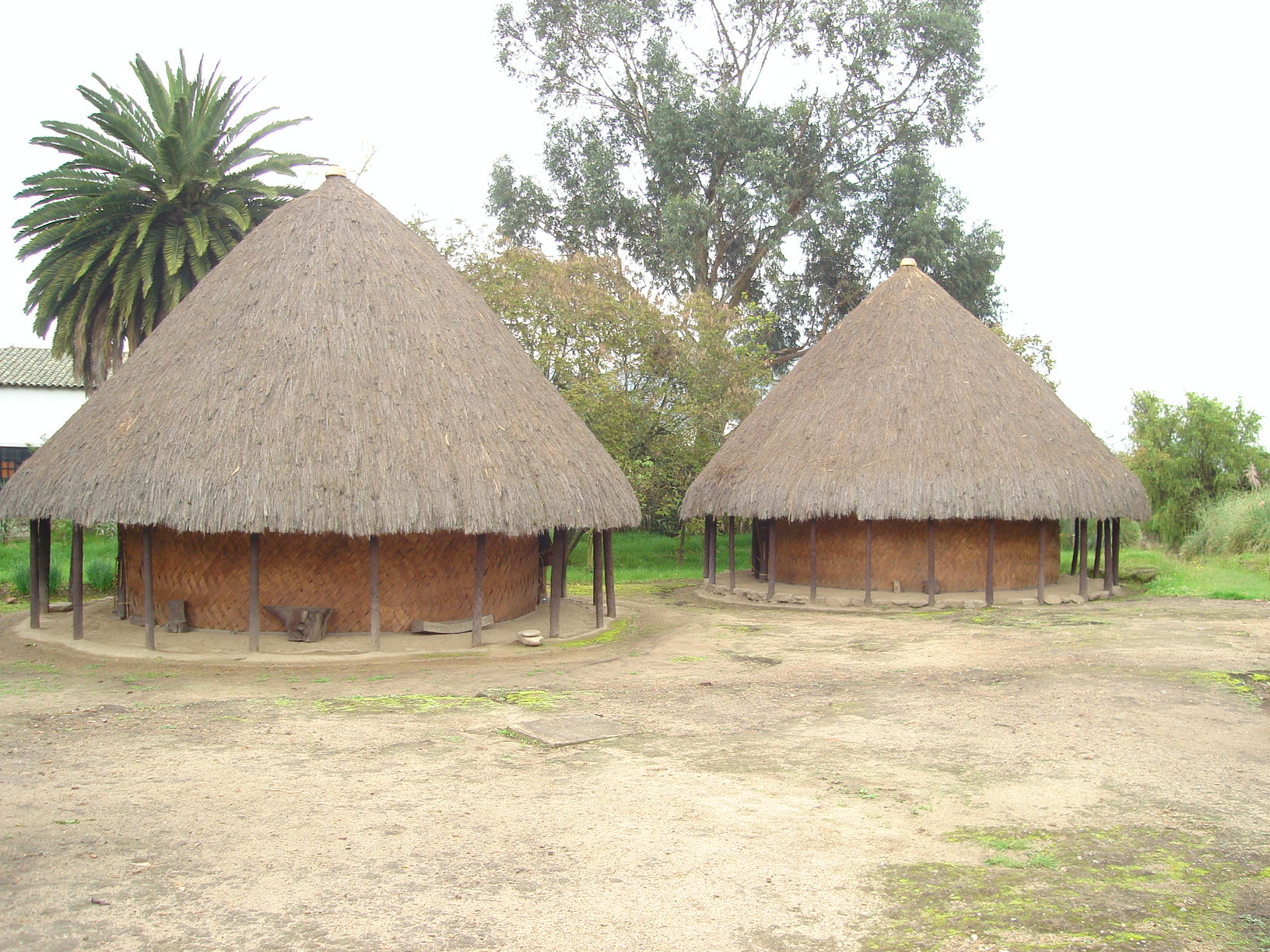
Bohíos van de Muisca (reconstructie)

Anders dan de andere drie geavanceerde precolumbiaanse beschavingen in de Amerika's; de Inca's, Maya's en Azteken, zijn er van de Muisca geen grote architectonische bouwwerken bewaard gebleven. De architectuur van de Muisca was meestal van hout en bestond uit cirkelvormige bouwwerken. Zowel de tempels als de huizen van de Muisca werden gebouwd door houten palen in een cirkel te plaatsen rondom een iets verhoogd platform. De daken waren van gedroogd plantaardig materiaal. De huizen van de Muisca werden bewoond door een familie en kenden geen afscheidingen waardoor één open ruimte overbleef. De nederzettingen waren klein en bestonden uit tien tot hooguit honderd van deze cirkelvormige huizen. Rondom de nederzetting werden palissades opgericht. De woning van de cacique bevond zich centraal in de nederzetting, meestal gelegen aan een klein plein.
Van de huizen en heiligdommen van de Muisca is door het gebruik van vooral hout en gedroogde materialen zeer weinig bewaard gebleven. Een reconstructie van de belangrijkste tempel van de Muisca is gebouwd in het archeologisch museum van Sogamoso door Eliécer Silva Celis, gebaseerd op studies van de vroege kronieken over de Muisca gecombineerd met archeologische vondsten. Andere tempels, bijvoorbeeld de Maantempel in Chía, zijn niet bewaard gebleven. Bovendien vernietigden de Spaanse overheersers de bestaande heiligdommen in de vroeg-koloniale periode en bouwden er katholieke kerken en kathedralen voor in de plaats. De Muisca bouwden, anders dan de Inca's, ook geen wegen. Handelsroutes werden uitgegraven in het losse zand of werden gevormd door kabelbruggen te spannen over de vele rivieren en kreken in het gebied.

### Astronomie en kalender
Zoals ook andere precolumbiaanse beschavingen kenmerkten de Muisca zich door een gevorderde kennis van de hemellichamen. Op verscheidene strategische locaties op de Altiplano werden tempels gebouwd ter ere van de belangrijkste goden van de Muisca; de zonnegod Sué en zijn echtgenote, de maangodin Chía. De belangrijkste tempels waren aldus die van Sugamuxi, de stad van de Zon, en Chía, de stad van de Maan. Ook buiten deze gebieden werden astronomische bouwwerken geplaatst, met als bekendste nog bestaande vertegenwoordiger El Infiernito. Deze plek, die door de Spaanse koloniserende macht "de kleine hel" genoemd werd, bestaat uit rijen opgerichte zuilen die tijdens de zonnewendes van juni en december een lijnrechte schaduw werpen. El Infiernito, net buiten Villa de Leyva, is een van de weinige tastbare overblijfselen van de astronomische kennis van de Muisca.
De geavanceerde astronomische kennis van de Muisca is ook vertegenwoordigd in hun kalender. Deze lunisolaire kalender kende een complexe rekening naargelang de stand van de Zon en vooral de Maan. De kalender werd gevormd door drie verschillende typen jaren; het "rurale jaar" (Spaans: año rural) dat twaalf of dertien maanden kende, het "gewone jaar" (Spaans: año común of in Muysccubun zocam) gekenmerkt door het "perfecte" aantal van twintig maanden en het "heilige jaar", bestaande uit 37 maanden.
Elke maand bestond uit dertig dagen en de weken werden onderverdeeld in vier dagen elk. De Colombiaanse antropoloog Manuel Arturo Izquierdo Peña publiceerde in 2009 zijn afstudeeronderzoek over deze kalender en concludeerde dat deze unieke combinatie van maanden het resultaat was van de verschillende maanstanden. De synodische maand wijkt licht af van de siderische maand, een feit dat de Muisca met deze complexe kalender trachtten te beschrijven.
Volgens de legende zou Bochica de Muisca hebben geleerd te weven, pottenbakken en landbouwbedrijven. De komst van Bochica, beschreven door Pedro Simón op 14.800 maanden ervoor, zou 20 Bxogonoa of 2000 heilige jaren van 37 maanden, geleden plaatsgevonden hebben. In de gregoriaanse kalender is dat 6166,7 jaar.

### Oorlogsvoering
| Historische veldslagen | Historische veldslagen | Historische veldslagen       |
| ---------------------- | ---------------------- | ---------------------------- |
| Slag bij Pasca         | 1470                   | zipa Meicuchuca              |
| Slag bij Pasca         | 1470                   | cacique Sutagao              |
| Slag bij Chocontá      | 1490                   | zipa Saguamanchica           |
| Slag bij Chocontá      | 1490                   | zaque Michuá                 |
| Slag bij Tocarema      | 20 aug 1538            | zipa Sagipa & conquistadores |
| Slag bij Tocarema      | 20 aug 1538            | Panche                       |

Hoewel de Muisca ook bij de Spanjaarden bekendstonden als een volk van handelaars, niet van krijgers (muchas hipas, no minas), kende de samenleving een klasse van krijgers die het terrein aan de buitengrenzen beschermde en strijd voerde. In de laatste decennia van de Muiscaconfederatie zijn slechts twee veldslagen beschreven; de Slag bij Chocontá ongeveer in 1490 en de Slag bij Pasca rond de twintig jaar eerder.
De Slag bij Tocarema was een veldslag tijdens de Spaanse verovering, toen naar schrijven vijftig Spaanse soldaten een alliantie met 15.000 guecha van zipa Sagipa de Panche in Cachipay versloegen en onderwierpen.

## Geschiedenis
De geschiedenis van de Muisca bestrijkt een periode van ongeveer 800 tot 1537. De Muisca vormden een van de vier grote precolumbiaanse beschavingen in de Amerika's. De geschiedenis van de Inca's, Maya's en Azteken is uitgebreid gedocumenteerd en beschreven, maar de Muisca hebben relatief weinig historische aandacht gekregen.
Gedurende de tweede helft van de twintigste eeuw, bood meer en breder onderzoek naar de beschaving op de Altiplano Cundiboyacense, het centrale hoogplateau in de oostelijke keten van de Andes in Colombia, inzicht in de Muisca-maatschappij. De Muisca werden voporal bekend vanwege de bewerking en gedetailleerde kunst in een edelmetaal dat nauwelijks voorkomt op de Altiplano: goud.
Kennis van de geschiedenis van de Muisca komt uit primaire bron van Gonzalo Jiménez de Quesada en vroege secundaire bronnen van Pedro Simón, Juan de Castellanos en later Lucas Fernández de Piedrahita. Modern archeologisch, antropologisch en astronomisch onderzoek vond plaats door Carl Henrik Langebaek, Javier Ocampo López, Jorge Gamboa Mendoza, Manuel Izquierdo Peña, Marianne Cardale de Schrimpff, Ana María Groot de Machecha en anderen.
| Menselijke tijdlijn van de Altiplano Cundiboyacense, Colombia |                              |
|                                                               | Altiplano Muiscaconfederatie |

### Opkomst van de Muisca
300 tot 400 jaar voor onze jaartelling trokken Chibcha-sprekende indianen vanuit Midden-Amerika naar Colombia, Venezuela en Ecuador. De Chibcha vestigden zich oorspronkelijk aan de Atlantische kust en later in het binnenland. Rond 1000 n.Chr. migreerden oorlogszuchtige Cariben van de Braziliaanse kuststreek en de Caraïbische eilanden naar de Colombiaanse kusten en de rivierdalen van de Rio Magdalena en Rio Cauca en verdreven de Chibcha naar hoger gelegen Andes-gebieden. De Chibcha-indianen bereikten een hoge graad van economische en politieke ontwikkeling. Toen de Europeanen rond 1500 Zuid-Amerika begonnen te ontdekken was de Chibcha de prominentste etnische groep in Colombia. Zij waren onderverdeeld in de Muisca en de Tairona, en nog enkele kleinere groepen.
Op het hoogtepunt van de Muiscacultuur leefden er zo’n 56 verschillende stammen met ongeveer 1.000.000 inwoners verspreid in nederzettingen over het gebied van het huidige Cundinamarca en Boyacá, ca. 50.000 km². In een volkstelling van 1993 werden er nog 500 geregistreerd.
De Spaanse overheerser gaf deze groep indianen de naam Muisca omdat ze het woord veelvuldig hoorden gebruiken. De indianen duidden zichzelf echter niet aan met deze naam, het woord Muisca betekent in dit Chibcha-dialect 'persoon'. Door de klankovereenkomst en het feit dat de Spanjaarden veel Muiscas aantroffen werden ze ook wel Mosca genoemd, het Spaanse woord voor vlieg.

### Spaanse verovering

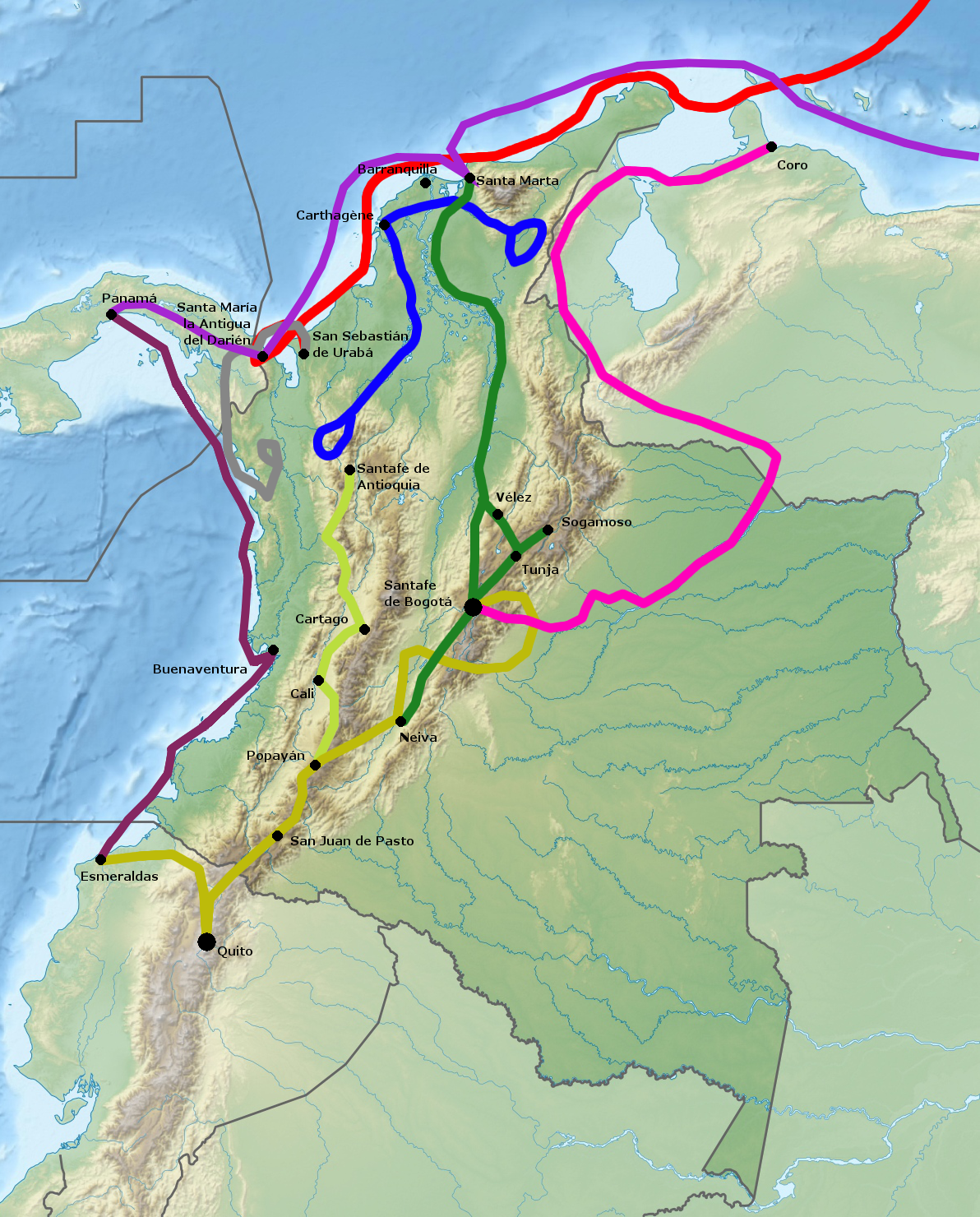
De expedities van De Quesada's (1536-1540) in groen
Traject niet helemaal correct; ging langs de noord en zuidoostkant van de driehoekige Sierra Nevada

Ten tijde van de Spaanse veroveringsexpedities tussen 1518 en 1540, bewoonden de Muisca veruit het kleinste gebied van de vier grote precolumbiaanse beschavingen; de 25.000 km² viel in het niets bij het Incarijk van 100 maal zo groot of de Mexicaanse beschavingen van de Azteken en Maya's. De Inca's en Azteken waren rijken met een centrale administratie, waar de Maya's een rijk in verval belichaamden. De Muisca waren stabiel en kenden alleen en langdurig conflict met hun westerburen; de Panche.
De Muisca bewoonden de hoogvlakte; de vruchtbare meerbodems en het constante gunstige klimaat van de Savanne van Bogotá maakten de verspreiding van landbouw en zelfvoorzienende economie mogelijk.
De eerste ontdekking van de kustlijn van het hedendaagse Colombia werd niet gedaan door Columbus, naar wie het land genoemd is, maar door Alonso de Ojeda met Juan de la Cosa, de cartograaf die eerder Columbus vergezelde op zijn eerste reizen. In 1509 lukte het De Ojeda een tweede expeditie te starten na zeven jaar afwezigheid na zijn door geldschieters als mislukt omschreven eerste reis. Tijdens deze tocht verkenden de conquistadores de noordkust van Colombia, aan de Caribische Zee. Het duurde tot 1525 eer de oudste nog bestaande belangrijke stad (Turbaco was eerder) gesticht werd; Santa Marta. Rodrigo de Bastidas vestigde in dit voormalige Taironaterrein de stad aan de voet van de gelijknamige bergketen.
Verhalen over het mythische goudland El Dorado deden aan de Caribische kust in de jaren dertig van de 16e eeuw de ronde. Een land dat diep in de Andes verborgen zou moeten liggen en waar de zipa zich opgedoft met goudstof in het ijskoude Meer van Guatavita zou springen. Zoveel goud, smaragden en andere voor de Spanjaarden waardevolle grondstoffen leidden tot de vorming van een queeste naar El Dorado.
De broers Gonzalo Jiménez en Hernán Pérez de Quesada vertrokken vanuit Santa Marta op 6 april 1536 met ruim negenhonderd man, tachtig paarden en verscheidene schepen richting het binnenland van het latere Colombia. De expeditie werd eerst opgesplitst in een deel over land, geleid door de broers De Quesada, en een troep stroomopwaarts over de grootste rivier van Colombia; de Magdalena. De varende missie faalde snel door ziektes, krokodillen en de inheemse volkeren langs de rivier en keerde deels terug naar Santa Marta en voegde zich anderzijds bij de troepen over land.
Deze conquistadores hadden het niet makkelijker; de verstikkende jungles met hevige regenval, ziektes, muggen, spinnen, krokodillen, tapirs en de gevreesde tigre; de jaguar, eisten hun tol. De kronieken van Gonzalo Jiménez de Quesada verhalen van slapende soldaten in geïmproviseerde hangmatten die letterlijk overdonderd werden door de nocturne roofdieren tijdens duistere onweersnachten.
Het afleggen van trajecten van enkele honderden kilometers nam maanden in beslag, waar met machetes paden gehakt werden, breed genoeg om de onhandige paarden in de tropische hitte door te laten. Tot slaaf gemaakte inheemsen langs de route, die andere Chibchatalen dan Muysccubun spraken, werden ingezet als tolk en om te onderhandelen met lokale inheemse groepen. De expeditie van de conquistadores van de kust naar het binnenland was de zwaarste van de vier grote veroveringen in de Amerika's; meer dan tachtig procent van de soldaten overleden tijdens de barre tocht van Santa Marta door de jaguarrijke jungle van César en slingerend door Santander naar de koelere hoogvlakte van de Andes.
Naarmate de expeditie dichter bij de Altiplano kwam, werd de behandeling door de lokale bevolking minder opstandig. De eerste ontmoeting met Muisca vond plaats in Chipatá, langs de rivier de Suárez, in het tegenwoordige zuidwesten van Santander. In maart 1537, elf maanden na het vertrek uit Santa Marta, had de Spaanse delegatie de Muiscaconfederatie bereikt.
Gedurende maart en april trok de sterk gereduceerde troepenmacht onder leiding van Gonzalo de Quesada door Boyacá en het noorden van Cundinamarca om de Savanne van Bogotá te bereiken, uitzicht hebbend op het uitgestrekte landbouwgebied. Op twintig april werd zipa Tisquesusa verjaagd naar de heuvels van Facatativá en troffen de Spaanse troepen een verlaten Bacatá (het huidige Funza).
De Spanjaarden rustten en vestigden zich hier in eerste instantie en trokken verder in verschillende richtingen. Hernán Pérez de Quesada trok noordwaarts terug over dezelfde route en stichtte Sutatausa, terwijl zijn broer oostwaarts de Tenzavallei met de rijkdommen van Chivor en Somondoco doorkruiste. Beide expedities ontmoetten elkaar om in Tunja, toenmalig Hunza, de zaque in zijn huis te verslaan.
In de eerste dagen van september 1537 trokken de troepen verder naar de Stad van de Zon Sugamuxi waar soldaten van de expeditie de belangrijkste religieuze plaats van de Muisca, de Zonnetempel in brand staken. De troepen keerden terug naar de Savanne van Bogotá en richtten een kampement op in Bosa. Vanuit hier werden verdere expedities georganiseerd. Op zes augustus 1538 werd Santa Fe de Bogotá gesticht, genoemd naar Bacatá, de Muiscanaam voor de savanne.
De verovering door de Spanjaarden nam weinig jaren in beslag. De wapenuitrusting van de Europeanen was superieur aan de lichte speren, stokken en giftige pijlen van de inheemse volkeren.
| De vier grote precolumbiaanse beschavingen | De vier grote precolumbiaanse beschavingen | De vier grote precolumbiaanse beschavingen | De vier grote precolumbiaanse beschavingen | De vier grote precolumbiaanse beschavingen | De vier grote precolumbiaanse beschavingen |
|                                            | Azteken                                    | Maya's                                     | Muisca                                     | Inca's                                     | Noten                                      |
| ------------------------------------------ | ------------------------------------------ | ------------------------------------------ | ------------------------------------------ | ------------------------------------------ | ------------------------------------------ |
| Kaart                                      |                                            |                                            |                                            |                                            |                                            |
| Oppervlakte (km²)                          | 304.325                                    | ~300.000                                   | max. 25.000                                | >2.000.000                                 | [ 14 ]                                     |
| "Hoofdstad"                                | Tenochtitlan                               | none                                       | Bacatá                                     | Cusco                                      | [ 15 ]                                     |
| Tegenwoordige naam                         | Mexico-Stad                                | geen                                       | Bogotá                                     | Cuzco                                      |                                            |
| Breedte (N/Z)                              | 19°26′06″ N                                | 20°40′59″ N                                | 04°35′53″ N                                | 13°31′30″ Z                                | [ 16 ]                                     |
| Lengte (W)                                 | 99°07′53″                                  | 88°34′07″                                  | 74°04′34″                                  | 71°58′20″                                  | [ 17 ]                                     |
| Kustgrens                                  |                                            |                                            |                                            |                                            |                                            |
| Centraal bestuur                           |                                            |                                            |                                            |                                            |                                            |
| Stenen architectuur                        |                                            |                                            |                                            |                                            |                                            |
| Schrift                                    |                                            |                                            |                                            |                                            |                                            |
| Eerste Europese contact                    | 1519                                       | 1502                                       | 1537                                       | 1528                                       |                                            |
| Begin van de verovering                    | 1519                                       | 1524                                       | 1537                                       | 1532                                       | [ 18 ]                                     |
| Eind van de verovering                     | 1521                                       | 1679                                       | 1540                                       | 1572                                       | [ 19 ]                                     |
| Belangrijkste leider                       | Moctezuma II                               |                                            | Tisquesusa                                 | Atahualpa                                  | [ 20 ]                                     |
| Belangrijkste conquistador                 | Hernán Cortés                              | Francisco de Montejo                       | Gonzalo Jiménez de Quesada                 | Francisco Pizarro                          |                                            |
| Geboortejaar                               | 1485                                       | 1479                                       | 1496                                       | 1471                                       | [ 21 ]                                     |
| Jaar van sterfte                           | 1547                                       | 1553                                       | 1579                                       | 1541                                       | [ 22 ]                                     |

### Koloniale periode
| Jaren   | Epidemie                                |
| ------- | --------------------------------------- |
| 1537    | Provincie Tunja: ~250,000 ges. inw.     |
| 1558<   | geen gegevens                           |
| 1558-60 | pokken, mazelen                         |
| 1568-69 | influenza                               |
| 1587-90 | influenza (of tyfus)                    |
| 1607    | pokken                                  |
| 1617-18 | mazelen (na voedseltekorten)            |
| 1621    | pokken                                  |
| 1633    | tyfus                                   |
| 1636    | Provincie Tunja: ~50,000 ges. inw. −80% |

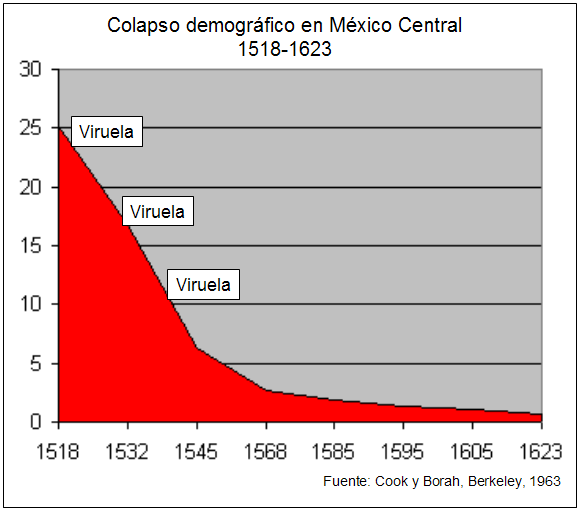
Bevolkingsgrafiek van de oorspronkelijke bevolking van Centraal-Mexico in de eerste eeuw na de Europese ontdekking. 97% van de Mexica stierf in de eerste ruim honderd jaar (1518-1623).

Zoals in heel Latijns-Amerika vormde de vroege koloniale periode een kaalslag voor de oorspronkelijke bevolking, hoofdzakelijk door Europese besmettelijke ziektes die de Spaanse veroveraars met zich meedroegen. Geschat wordt dat tussen de zestig en tachtig procent van de oorspronkelijke Muisca stierven aan ziektes als pokken, mazelen, griep en tyfus. Bijzonder is de mazelenepidemie van 1617-18.
De economie en landbouw van de Muisca was zelfvoorzienend en gericht op handel; voedseltekorten zijn in pathologisch onderzoek niet aangetroffen. De Spanjaarden introduceerden gewassen van de Oude Wereld als graan, gerst en later koffie, wat de voorheen succesvolle inheemse landbouw verstoorde.
De kolonisatie had ook zijn weerslag op de godsdienstuitoefening van de Muisca; de laatst beschreven openbare religieuze plechtigheid vond plaats eind december rond de zonnewende van 1563 in Ubaque. De makkelijk af te breken kleine tempels werden vervangen door stenen kerken en kathedralen.

## Hedendaagse Muisca
Vandaag de dag bewonen afstammelingen van de originele Muisca verscheidene gemeenten rondom Bogotá, alsmede de westelijke delen (localidades) van de hoofdstad; Chía, Cota, Bosa, Suba, Usaquén. Het Muysccubun wordt sinds de late achttiende eeuw als uitgestorven beschouwd. Een school in Cota geeft lessen in de originele taal, die ook linguïstisch onderzoek aan de vele universiteiten in Bogotá opleverde.